# Milan Škriniar
Milan Škriniar (Žiar nad Hronom, 11 febbraio 1995) è un calciatore slovacco, difensore del Fenerbahçe e della nazionale slovacca, di cui è capitano.
Ha esordito nel calcio professionistico con lo Žilina, con cui ha vinto un campionato slovacco (2011-12), una Coppa di Slovacchia (2011-12) e una Supercoppa slovacca (2012). Nel 2016 si è trasferito alla Sampdoria, per poi essere acquistato la stagione successiva dall'Inter, con cui ha vinto un campionato italiano (2020-2021), due Coppe Italia (2021-2022 e 2022-2023) e due Supercoppe italiane (2021 e 2022), oltre ad aver raggiunto una finale di UEFA Europa League (2019-20) e una di UEFA Champions League (2022-2023).
Convocato nella nazionale slovacca dal 2016, ha partecipato a tre edizioni del campionato europeo (2016, 2020 e 2024).
A livello individuale si è aggiudicato per quattro volte il premio di Calciatore slovacco dell'anno (2019, 2020, 2021 e 2022).

## Biografia
È legato sentimentalmente a Barbora, dalla quale ha avuto una figlia, Charlotte, il 18 ottobre 2020.

## Caratteristiche tecniche
Difensore centrale (anche se nasce come fluidificante destro), ha iniziato la propria carriera in attacco per poi venire arretrato prima in mediana e poi in difesa. Impiegato anche come terzino o come mediano, è abile sia nella marcatura degli avversari che nella fase di impostazione della manovra; la sua altezza lo rende inoltre efficace nel gioco aereo. Dotato di buona tecnica di base, si distingue anche per la concentrazione e la sicurezza con cui scende in campo. È abile anche nelle situazioni di uno contro uno, nonostante quest'ultima sia generalmente una prerogativa di difensori più bassi e veloci.

## Carriera

### Club

#### Žilina e prestito al ViOn Z.M.

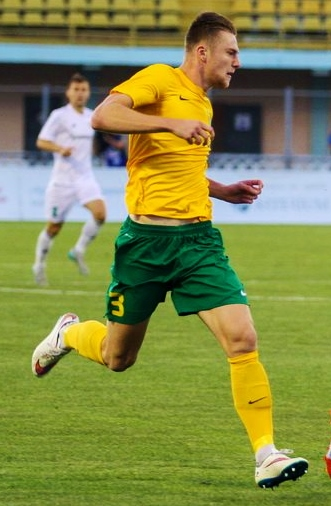
Škriniar in azione allo nel 2015

Cresciuto nelle giovanili dello Žiar nad Hronom, nel 2007 passa nelle giovanili dello Žilina. Il 27 marzo 2012, a soli diciassette anni, esordisce in prima squadra nella partita di Superliga pareggiata 1-1 contro lo ViOn Z.M., giocando 90 minuti. Il 23 novembre successivo segna il suo primo gol da professionista. Dopo un prestito semestrale allo stesso ViOn, ritorna alla base e il 1º agosto 2013 esordisce in Europa League a Fiume contro i padroni di casa del Rijeka.
Nella stagione 2014-2015 mette a segno 6 reti (3 su rigore) in 32 gare di campionato. Il 22 ottobre 2014 realizza invece la sua prima doppietta in carriera nella gara di Slovenský Pohár vinta per 6-0 contro il Rača.

#### Sampdoria
Il 29 gennaio 2016 viene acquistato a titolo definitivo dal club italiano della Sampdoria per 1 milione di euro, e sceglie come numero di maglia il 37. Debutta il 24 aprile 2016 nella partita casalinga vinta contro la Lazio per 2-1 subentrando nei minuti di recupero al posto di Dodó. Dopo una prima stagione con sole 3 presenze all'attivo (di cui 2 da titolare), nella seconda diventa titolare della difesa doriana, in cui disputa 35 partite.

#### Inter

##### Gli esordi (2017-2019)
Il 7 luglio 2017 viene annunciato il suo passaggio all'Inter per una cifra vicina ai 30 milioni di euro, la quale lo rende il calciatore slovacco più costoso di sempre; nell'ambito della medesima operazione, Caprari si trasferisce in blucerchiato. Dopo aver firmato un contratto di validità quadriennale, l'11 luglio seguente viene ufficialmente presentato alla stampa tramite una conferenza, nella quale palesa il suo numero di maglia: il 37, derivante dalla combinazione tra il 3, con cui iniziò la sua carriera
in Slovacchia, e il 17, il suo numero preferito.
Il 20 agosto successivo, in occasione della gara casalinga contro la Fiorentina, valida per il primo turno di campionato, fa il suo esordio con i colori nerazzurri. Confermatosi titolare, nei match successivi riesce ad incrementare il proprio rendimento, tanto che, il 16 settembre, segna il primo gol contestualmente in Serie A e con i meneghini, sbloccando le marcature nell'insidiosa trasferta contro il Crotone, ripetendosi poco più di un mese dopo, nel successo interno ai danni della Sampdoria, sua ex squadra. Il 12 dicembre 2017 debutta in Coppa Italia, in occasione degli ottavi di finale contro il meno quotato Pordenone, allora militante in Serie C, il quale riesce tuttavia a trascinare la gara ai tiri di rigore: qui viene battuto per 5-4, malgrado lo stesso Škriniar avesse fallito il suo tentativo dal dischetto. Il 24 febbraio apre le marcature nella vittoria contro il Benevento allo stadio Giuseppe Meazza.
Il difensore è protagonista un'ottima annata, segnalandosi per la sua corretteza – solo tre cartellini gialli in 40 partite – e per aver disputato tutte le 38 gare di campionato, traguardo fino ad allora mai raggiunto da alcun giocatore di movimento nella storia dell'Inter. A fine stagione, le sue prestazioni si rivelano decisive per il raggiungimento del quarto posto, ultima posizione disponibile per l'accesso diretto alla successiva edizione della Champions League. Nella stagione seguente si conferma un titolare imprescindibile dell'undici del tecnico Luciano Spalletti ed il 18 settembre fa il debutto in Champions, in occasione del successo in rimonta sul Tottenham. A fine stagione i meneghini si guadagnano nuovamente la qualificazione in Champions, in virtù del successo all'ultima giornata contro l'Empoli.

##### Le finali europee e i successi nazionali (2019-2023)
Il 2 novembre 2019, scendendo in campo nella vittoriosa trasferta contro il Bologna, raggiunge le cento presenze con la maglia dell'Inter, mentre il 2 febbraio seguente, vista l'assenza di Samir Handanovič nel successo per 2-0 inflitto all'Udinese, indossa per la prima volta la fascia di capitano del club. Al contrario delle due stagioni precedenti il suo rendimento è sottotono – tanto da venir inserito nella lista dei cedibili – , anche a causa di un mancato feeling con la difesa a tre del neo tecnico Antonio Conte, rendendosi anche protagonista in negativo in sfide decisive, tra le quali figurano quelle contro Lazio e Juventus. Nel finale stagione, allorché la squadra raggiunge la finale di Europa League, venendo sconfitta dal Siviglia, viene relegato in panchina a favore di D'Ambrosio.
Dall'inizio dell'annata successiva, stante la partenza di Diego Godín, riconquista il posto da titolare, fornendo prestazioni di rilievo impreziosite da tre reti, realizzate nel successo contro il Verona e negli scontri di cartello contro le rivali Roma e Atalanta; quest'ultima gara, vinta di misura, consente ai meneghini di portarsi a sei distanze dal Milan secondo e di dare il via alla rincorsa per il tricolore, il quale si concretizza il 2 maggio 2021, grazie alla vittoria contro il Crotone e il contestuale pareggio dell'Atalanta contro il Sassuolo; per Škriniar si tratta del primo trofeo in maglia interista. Inoltre, l'apporto fornito dal trio difensivo, composto anche dai colleghi De Vrij e Bastoni – noto come SDB –, oltre a dimostrarsi determinante ai fini della conquista dello Scudetto, permette alla squadra nerazzurra di concludere il torneo con il minor numero di reti incassate (35).
La stagione seguente, contrassegnata dall'avvicendamento in panchina tra il tecnico leccese ed Inzaghi, vede i meneghini abdicare quali campioni d'Italia dopo un anno; tuttavia il centrale slovacco ha comunque modo di rimpinguare il proprio palmarès in virtù dei trionfi in Supercoppa italiana e in Coppa Italia – entrambi maturati contro la Juventus ai tempi supplementari – e di stabilire primati significativi: il 3 novembre, in occasione della vittoriosa trasferta di Champions League contro i moldavi dello Sheriff Tiraspol, realizza la prima rete in carriera nelle coppe europee, mentre il 9 gennaio, andando a segno nel successo interno contro la Lazio, eguaglia il suo primato di reti stagionali con l'Inter, 4, le medesime della stagione 2017-2018. Il 1º marzo seguente, nel match d'andata della semifinale di Coppa Italia contro il Milan, tocca quota 200 presenze complessive con i nerazzurri, posizionandosi al 57º posto nella classifica all time.
Nell'annata successiva, vince il suo quarto trofeo con l'Inter, la Supercoppa italiana, battendo il Milan. Il 24 maggio conquista la sua seconda Coppa Italia consecutiva, grazie alla vittoria per 2-1 in finale contro la Fiorentina, nella quale tuttavia non scende in campo a causa di un infortunio alla schiena che lo costringe a un'operazione chirurgica ad aprile. Rientrato solo nel finale di stagione, il 10 giugno siede in panchina nella finale di Champions League, persa per 1-0 contro il Manchester City. Qualche giorno dopo comunica la scelta di non rinnovare il contratto in scadenza con l'Inter, chiudendo quindi la sua esperienza in nerazzurro dopo sei stagioni.

#### Paris Saint-Germain
Il 6 luglio 2023 si accasa al Paris Saint-Germain, con cui firma un contratto quinquennale. Esordisce da titolare già alla prima giornata di campionato, pareggiata per 0-0 contro il Lorient. Segna per la prima volta con la nuova maglia il 7 novembre in Champions League, aprendo le marcature nella partita contro il Milan a San Siro, match perso per 2-1. Tuttavia la sua stagione, complici anche dei problemi fisici, è stata problematica e lui ha trovato poco spazio nelle rotazioni del tecnico dei parigini Luis Enrique.

#### Fenerbahçe
Il 30 gennaio 2025 viene ceduto in prestito fino al termine della stagione al Fenerbahçe, mentre il 31 luglio successivo viene ufficialmente riscattato dal club turco per 10 milioni di euro.

### Nazionale

#### Nazionali giovanili
Dopo aver collezionato 18 presenze e 2 gol nelle nazionali Under-17, Under-18 e Under-19 della Slovacchia, il 14 novembre 2012 esordisce in Under-21 nella gara amichevole giocata a Marbella e persa per 2-1 contro i pari età della Russia. Il 26 marzo 2015 realizza una doppietta nella semifinale del Challenge Trophy, sfida vinta per 4-1 contro la Norvegia under 23. L'11 ottobre 2015, nella partita valida per le qualificazioni al campionato europeo Under-21 2017, realizza al 64' il gol del provvisorio 2-1 nella gara vinta 3-1 contro i Paesi Bassi.

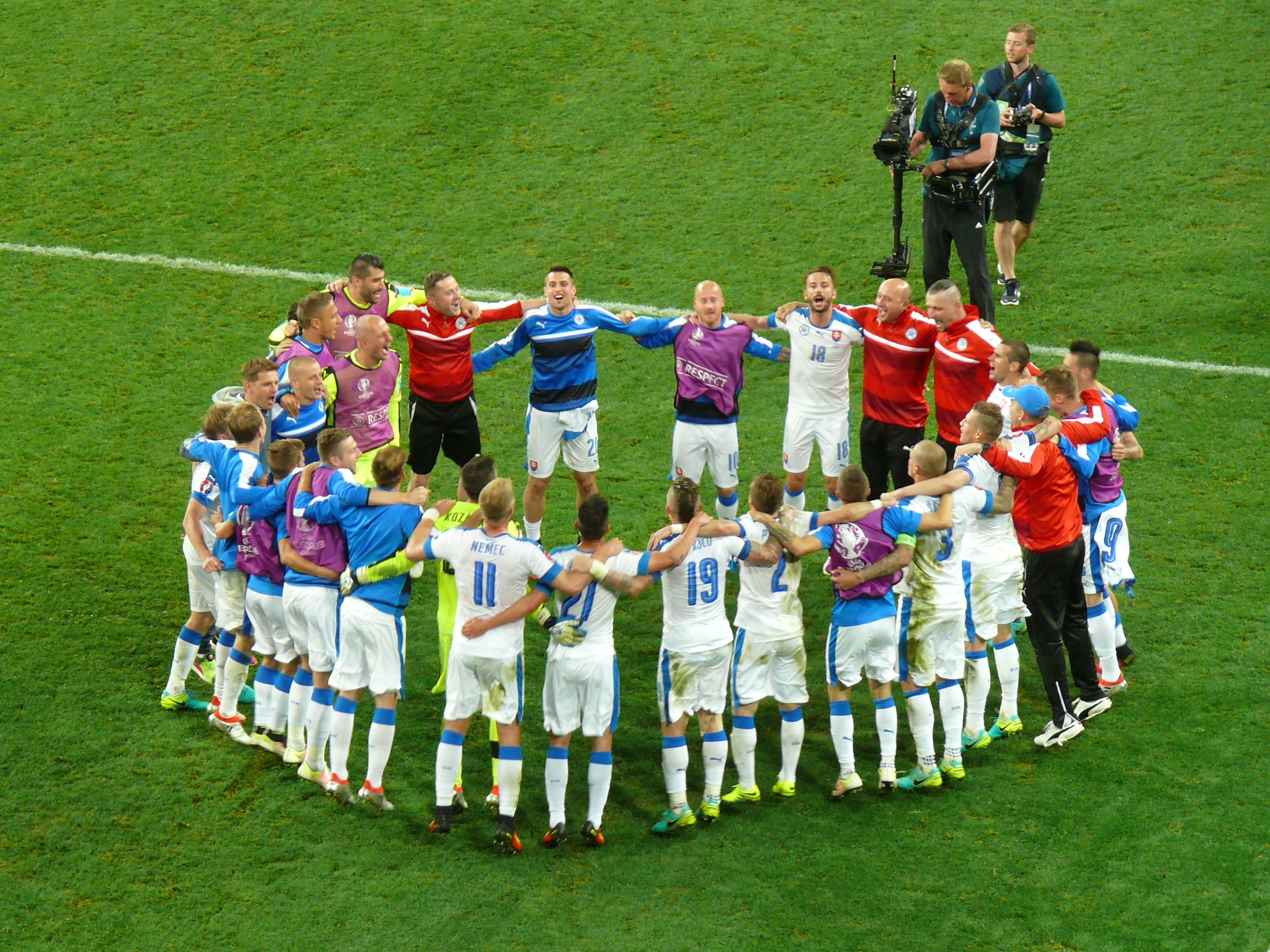
Škriniar (il terzo a sinistra dopo il numero 11) esultante dopo la vittoria nella gara di EURO 2016 contro la Russia

#### Nazionale maggiore
Esordisce nella nazionale slovacca il 27 maggio 2016, giocando tutti i 90 minuti della partita amichevole vinta 3-1 contro la Georgia. Viene quindi inserito dal commissario tecnico Ján Kozák nella lista dei 23 giocatori che prenderanno parte al campionato europeo 2016 in Francia. Il 20 giugno seguente a Saint-Étienne debutta nella manifestazione europea subentrando al 78' minuto a Vladimir Weiss nella gara pareggiata 0-0 contro l'Inghilterra. Gioca titolare 6 giorni dopo l'ottavo di finale perso 3-0 contro la Germania.
Dopo l'Europeo, diviene titolare della selezione slovacca. Il 27 marzo 2021 segna il suo primo gol in nazionale in occasione della partita pareggiata per 2-2 contro Malta valevole per le qualificazioni al campionato mondiale 2022.
Convocato per il campionato europeo 2020, il 14 giugno 2021 segna contro la Polonia il gol che fissa il punteggio sul definitivo 2-1, non riuscendo tuttavia ad evitare la precoce eliminazione della Slovacchia, che si classifica come una delle peggiori terze.
Nel giugno 2022, in seguito al ritiro dalla nazionale di Marek Hamšík, il CT Štefan Tarkovič nomina Škriniar nuovo capitano, evidenziandone le qualità di leadership.
Da capitano ha disputato Euro 2024, in cui gli slovacchi sono stati eliminati agli ottavi dall'Inghilterra dopo i tempi supplementari (2-1).

## Statistiche

### Presenze e reti nei club
Statistiche aggiornate al 30 luglio 2025.
| Stagione                   | Squadra                    | Campionato                 | Campionato | Campionato | Coppe nazionali | Coppe nazionali | Coppe nazionali | Coppe continentali | Coppe continentali | Coppe continentali | Altre coppe | Altre coppe | Altre coppe | Totali | Totali |
| Stagione                   | Squadra                    | Comp                       | Pres       | Reti       | Comp            | Pres            | Reti            | Comp               | Pres               | Reti               | Comp        | Pres        | Reti        | Pres   | Reti   |
| -------------------------- | -------------------------- | -------------------------- | ---------- | ---------- | --------------- | --------------- | --------------- | ------------------ | ------------------ | ------------------ | ----------- | ----------- | ----------- | ------ | ------ |
| 2011-2012                  | Žilina                     | SL                         | 2          | 0          | CS              | 1               | 0               | UEL                | 0                  | 0                  | -           | -           | -           | 3      | 0      |
| 2012-gen. 2013             | Žilina                     | SL                         | 10         | 1          | CS              | 4               | 0               | UCL                | 0                  | 0                  | -           | -           | -           | 14     | 1      |
| gen.-giu. 2013             | ViOn Z.M.                  | SL                         | 7          | 0          | CS              | -               | -               | -                  | -                  | -                  | -           | -           | -           | 7      | 0      |
| 2013-2014                  | Žilina                     | SL                         | 15         | 1          | CS              | 1               | 0               | UEL                | 1                  | 0                  | -           | -           | -           | 17     | 1      |
| 2014-2015                  | Žilina                     | SL                         | 32         | 6          | CS              | 3               | 2               | -                  | -                  | -                  | -           | -           | -           | 35     | 8      |
| 2015-gen. 2016             | Žilina                     | SL                         | 18         | 4          | CS              | 1               | 1               | UEL                | 8                  | 0                  | -           | -           | -           | 27     | 5      |
| Totale Žilina              | Totale Žilina              | Totale Žilina              | 77         | 12         |                 | 10              | 3               |                    | 9                  | 0                  |             | -           | -           | 96     | 15     |
| gen.-giu. 2016             | Sampdoria                  | A                          | 3          | 0          | CI              | -               | -               | UEL                | -                  | -                  | -           | -           | -           | 3      | 0      |
| 2016-2017                  | Sampdoria                  | A                          | 35         | 0          | CI              | 0               | 0               | -                  | -                  | -                  | -           | -           | -           | 35     | 0      |
| Totale Sampdoria           | Totale Sampdoria           | Totale Sampdoria           | 38         | 0          |                 | 0               | 0               |                    | -                  | -                  |             | -           | -           | 38     | 0      |
| 2017-2018                  | Inter                      | A                          | 38         | 4          | CI              | 2               | 0               | -                  | -                  | -                  | -           | -           | -           | 40     | 4      |
| 2018-2019                  | Inter                      | A                          | 35         | 0          | CI              | 2               | 0               | UCL+UEL            | 6+3                | 0                  | -           | -           | -           | 46     | 0      |
| 2019-2020                  | Inter                      | A                          | 32         | 0          | CI              | 3               | 0               | UCL+UEL            | 6+1                | 0                  | -           | -           | -           | 42     | 0      |
| 2020-2021                  | Inter                      | A                          | 32         | 3          | CI              | 4               | 0               | UCL                | 3                  | 0                  | -           | -           | -           | 39     | 3      |
| 2021-2022                  | Inter                      | A                          | 35         | 3          | CI              | 4               | 0               | UCL                | 8                  | 1                  | SI          | 1           | 0           | 48     | 4      |
| 2022-2023                  | Inter                      | A                          | 21         | 0          | CI              | 1               | 0               | UCL                | 8                  | 0                  | SI          | 1           | 0           | 31     | 0      |
| Totale Inter               | Totale Inter               | Totale Inter               | 193        | 10         |                 | 16              | 0               |                    | 35                 | 1                  |             | 2           | 0           | 246    | 11     |
| 2023-2024                  | Paris Saint-Germain        | L1                         | 24         | 0          | CF              | 1               | 0               | UCL                | 6                  | 1                  | SF          | 1           | 0           | 32     | 1      |
| 2024-gen. 2025             | Paris Saint-Germain        | L1                         | 5          | 0          | CF              | 0               | 0               | UCL                | 0                  | 0                  | SF+Cmc      | 0           | 0           | 5      | 0      |
| Totale Paris Saint-Germain | Totale Paris Saint-Germain | Totale Paris Saint-Germain | 29         | 0          |                 | 1               | 0               |                    | 6                  | 1                  |             | 1           | 0           | 37     | 1      |
| gen.-giu. 2025             | Fenerbahçe                 | SL                         | 16         | 3          | TK              | 3               | 0               | UEL                | 4                  | 0                  | -           | -           | -           | 23     | 3      |
| 2025-2026                  | Fenerbahçe                 | SL                         | -          | -          | TK              | -               | -               | UCL                | -                  | -                  | -           | -           | -           | -      | -      |
| Totale carriera            | Totale carriera            | Totale carriera            | 358        | 25         |                 | 28              | 3               |                    | 50                 | 2                  |             | 3           | 0           | 442    | 30     |

### Cronologia presenze e reti in nazionale
| Cronologia completa delle presenze e delle reti in nazionale ― Slovacchia | Cronologia completa delle presenze e delle reti in nazionale ― Slovacchia | Cronologia completa delle presenze e delle reti in nazionale ― Slovacchia | Cronologia completa delle presenze e delle reti in nazionale ― Slovacchia | Cronologia completa delle presenze e delle reti in nazionale ― Slovacchia | Cronologia completa delle presenze e delle reti in nazionale ― Slovacchia | Cronologia completa delle presenze e delle reti in nazionale ― Slovacchia | Cronologia completa delle presenze e delle reti in nazionale ― Slovacchia |
| Data                                                                      | Città                                                                     | In casa                                                                   | Risultato                                                                 | Ospiti                                                                    | Competizione                                                              | Reti                                                                      | Note                                                                      |
| ------------------------------------------------------------------------- | ------------------------------------------------------------------------- | ------------------------------------------------------------------------- | ------------------------------------------------------------------------- | ------------------------------------------------------------------------- | ------------------------------------------------------------------------- | ------------------------------------------------------------------------- | ------------------------------------------------------------------------- |
| 27-5-2016                                                                 | Wels                                                                      | Slovacchia                                                                | 3 – 1                                                                     | Georgia                                                                   | Amichevole                                                                | -                                                                         |                                                                           |
| 29-5-2016                                                                 | Augusta                                                                   | Germania                                                                  | 1 – 3                                                                     | Slovacchia                                                                | Amichevole                                                                | -                                                                         | 78’                                                                       |
| 20-6-2016                                                                 | Saint-Étienne                                                             | Slovacchia                                                                | 0 – 0                                                                     | Inghilterra                                                               | Euro 2016 - 1º turno                                                      | -                                                                         | 78’                                                                       |
| 26-6-2016                                                                 | Lilla                                                                     | Germania                                                                  | 3 – 0                                                                     | Slovacchia                                                                | Euro 2016 - Ottavi di finale                                              | -                                                                         |                                                                           |
| 11-10-2016                                                                | Trnava                                                                    | Slovacchia                                                                | 3 – 0                                                                     | Scozia                                                                    | Qual. Mondiali 2018                                                       | -                                                                         |                                                                           |
| 11-11-2016                                                                | Trnava                                                                    | Slovacchia                                                                | 4 – 0                                                                     | Lituania                                                                  | Qual. Mondiali 2018                                                       | -                                                                         |                                                                           |
| 15-11-2016                                                                | Vienna                                                                    | Austria                                                                   | 0 – 0                                                                     | Slovacchia                                                                | Amichevole                                                                | -                                                                         | 46’                                                                       |
| 26-3-2017                                                                 | Ta' Qali                                                                  | Malta                                                                     | 1 – 3                                                                     | Slovacchia                                                                | Qual. Mondiali 2018                                                       | -                                                                         |                                                                           |
| 10-6-2017                                                                 | Vilnius                                                                   | Lituania                                                                  | 1 – 2                                                                     | Slovacchia                                                                | Qual. Mondiali 2018                                                       | -                                                                         | 42’                                                                       |
| 1-9-2017                                                                  | Trnava                                                                    | Slovacchia                                                                | 1 – 0                                                                     | Slovenia                                                                  | Qual. Mondiali 2018                                                       | -                                                                         |                                                                           |
| 4-9-2017                                                                  | Londra                                                                    | Inghilterra                                                               | 2 – 1                                                                     | Slovacchia                                                                | Qual. Mondiali 2018                                                       | -                                                                         | 70’                                                                       |
| 8-10-2017                                                                 | Trnava                                                                    | Slovacchia                                                                | 3 – 0                                                                     | Malta                                                                     | Qual. Mondiali 2018                                                       | -                                                                         |                                                                           |
| 10-11-2017                                                                | Leopoli                                                                   | Ucraina                                                                   | 2 – 1                                                                     | Slovacchia                                                                | Amichevole                                                                | -                                                                         |                                                                           |
| 14-11-2017                                                                | Trnava                                                                    | Slovacchia                                                                | 1 – 0                                                                     | Norvegia                                                                  | Amichevole                                                                | -                                                                         | 64’                                                                       |
| 22-3-2018                                                                 | Bangkok                                                                   | Emirati Arabi Uniti                                                       | 1 – 2                                                                     | Slovacchia                                                                | Amichevole                                                                | -                                                                         |                                                                           |
| 25-3-2018                                                                 | Bangkok                                                                   | Thailandia                                                                | 2 – 3                                                                     | Slovacchia                                                                | Amichevole                                                                | -                                                                         | 73’                                                                       |
| 31-5-2018                                                                 | Trnava                                                                    | Slovacchia                                                                | 1 – 1                                                                     | Paesi Bassi                                                               | Amichevole                                                                | -                                                                         |                                                                           |
| 4-6-2018                                                                  | Ginevra                                                                   | Slovacchia                                                                | 1 – 2                                                                     | Marocco                                                                   | Amichevole                                                                | -                                                                         | 43’                                                                       |
| 9-9-2018                                                                  | Leopoli                                                                   | Ucraina                                                                   | 1 – 0                                                                     | Slovacchia                                                                | UEFA Nations League 2018-2019 - 1º turno                                  | -                                                                         |                                                                           |
| 13-10-2018                                                                | Trnava                                                                    | Slovacchia                                                                | 1 – 2                                                                     | Rep. Ceca                                                                 | UEFA Nations League 2018-2019 - 1º turno                                  | -                                                                         | 83’                                                                       |
| 16-10-2018                                                                | Solna                                                                     | Svezia                                                                    | 1 – 1                                                                     | Slovacchia                                                                | Amichevole                                                                | -                                                                         |                                                                           |
| 16-11-2018                                                                | Trnava                                                                    | Slovacchia                                                                | 4 – 1                                                                     | Ucraina                                                                   | UEFA Nations League 2018-2019 - 1º turno                                  | -                                                                         |                                                                           |
| 19-11-2018                                                                | Praga                                                                     | Rep. Ceca                                                                 | 1 – 0                                                                     | Slovacchia                                                                | UEFA Nations League 2018-2019 - 1º turno                                  | -                                                                         | 69’                                                                       |
| 21-3-2019                                                                 | Trnava                                                                    | Slovacchia                                                                | 2 – 0                                                                     | Ungheria                                                                  | Qual. Euro 2020                                                           | -                                                                         | 90’                                                                       |
| 24-3-2019                                                                 | Cardiff                                                                   | Galles                                                                    | 1 – 0                                                                     | Slovacchia                                                                | Qual. Euro 2020                                                           | -                                                                         |                                                                           |
| 11-6-2019                                                                 | Baku                                                                      | Azerbaigian                                                               | 1 – 5                                                                     | Slovacchia                                                                | Qual. Euro 2020                                                           | -                                                                         |                                                                           |
| 6-9-2019                                                                  | Bratislava                                                                | Slovacchia                                                                | 0 – 4                                                                     | Croazia                                                                   | Qual. Euro 2020                                                           | -                                                                         |                                                                           |
| 9-9-2019                                                                  | Budapest                                                                  | Ungheria                                                                  | 1 – 2                                                                     | Slovacchia                                                                | Qual. Euro 2020                                                           | -                                                                         |                                                                           |
| 10-10-2019                                                                | Trnava                                                                    | Slovacchia                                                                | 1 – 1                                                                     | Galles                                                                    | Qual. Euro 2020                                                           | -                                                                         |                                                                           |
| 16-11-2019                                                                | Fiume                                                                     | Croazia                                                                   | 3 – 1                                                                     | Slovacchia                                                                | Qual. Euro 2020                                                           | -                                                                         |                                                                           |
| 19-11-2019                                                                | Trnava                                                                    | Slovacchia                                                                | 2 – 0                                                                     | Azerbaigian                                                               | Qual. Euro 2020                                                           | -                                                                         | 82’                                                                       |
| 4-9-2020                                                                  | Bratislava                                                                | Slovacchia                                                                | 1 – 3                                                                     | Rep. Ceca                                                                 | UEFA Nations League 2020-2021 - 1º turno                                  | -                                                                         |                                                                           |
| 7-9-2020                                                                  | Netanya                                                                   | Israele                                                                   | 1 – 1                                                                     | Slovacchia                                                                | UEFA Nations League 2020-2021 - 1º turno                                  | -                                                                         |                                                                           |
| 12-11-2020                                                                | Belfast                                                                   | Irlanda del Nord                                                          | 1 – 2                                                                     | Slovacchia                                                                | Qual. Euro 2020                                                           | -                                                                         |                                                                           |
| 15-11-2020                                                                | Trnava                                                                    | Slovacchia                                                                | 1 – 0                                                                     | Scozia                                                                    | UEFA Nations League 2020-2021 - 1º turno                                  | -                                                                         |                                                                           |
| 18-11-2020                                                                | Plzeň                                                                     | Rep. Ceca                                                                 | 2 – 0                                                                     | Slovacchia                                                                | UEFA Nations League 2020-2021 - 1º turno                                  | -                                                                         |                                                                           |
| 24-3-2021                                                                 | Nicosia                                                                   | Cipro                                                                     | 0 – 0                                                                     | Slovacchia                                                                | Qual. Mondiali 2022                                                       | -                                                                         |                                                                           |
| 27-3-2021                                                                 | Trnava                                                                    | Slovacchia                                                                | 2 – 2                                                                     | Malta                                                                     | Qual. Mondiali 2022                                                       | 1                                                                         |                                                                           |
| 30-3-2021                                                                 | Trnava                                                                    | Slovacchia                                                                | 2 – 1                                                                     | Russia                                                                    | Qual. Mondiali 2022                                                       | 1                                                                         |                                                                           |
| 6-6-2021                                                                  | Vienna                                                                    | Austria                                                                   | 0 – 0                                                                     | Slovacchia                                                                | Amichevole                                                                | -                                                                         |                                                                           |
| 14-6-2021                                                                 | San Pietroburgo                                                           | Polonia                                                                   | 1 – 2                                                                     | Slovacchia                                                                | Euro 2020 - 1º turno                                                      | 1                                                                         |                                                                           |
| 18-6-2021                                                                 | San Pietroburgo                                                           | Svezia                                                                    | 1 – 0                                                                     | Slovacchia                                                                | Euro 2020 - 1º turno                                                      | -                                                                         |                                                                           |
| 23-6-2021                                                                 | Siviglia                                                                  | Slovacchia                                                                | 0 – 5                                                                     | Spagna                                                                    | Euro 2020 - 1º turno                                                      | -                                                                         | 90+4’                                                                     |
| 1-9-2021                                                                  | Lubiana                                                                   | Slovenia                                                                  | 1 – 1                                                                     | Slovacchia                                                                | Qual. Mondiali 2022                                                       | -                                                                         |                                                                           |
| 4-9-2021                                                                  | Bratislava                                                                | Slovacchia                                                                | 0 – 1                                                                     | Croazia                                                                   | Qual. Mondiali 2022                                                       | -                                                                         |                                                                           |
| 7-9-2021                                                                  | Bratislava                                                                | Slovacchia                                                                | 2 – 0                                                                     | Cipro                                                                     | Qual. Mondiali 2022                                                       | -                                                                         |                                                                           |
| 8-10-2021                                                                 | Kazan'                                                                    | Russia                                                                    | 1 – 0                                                                     | Slovacchia                                                                | Qual. Mondiali 2022                                                       | -                                                                         |                                                                           |
| 11-10-2021                                                                | Osijek                                                                    | Croazia                                                                   | 2 – 2                                                                     | Slovacchia                                                                | Qual. Mondiali 2022                                                       | -                                                                         |                                                                           |
| 11-11-2021                                                                | Trnava                                                                    | Slovacchia                                                                | 2 – 2                                                                     | Slovenia                                                                  | Qual. Mondiali 2022                                                       | -                                                                         |                                                                           |
| 14-11-2021                                                                | Ta' Qali                                                                  | Malta                                                                     | 0 – 6                                                                     | Slovacchia                                                                | Qual. Mondiali 2022                                                       | -                                                                         | Cap.                                                                      |
| 25-3-2022                                                                 | Oslo                                                                      | Norvegia                                                                  | 2 – 0                                                                     | Slovacchia                                                                | Amichevole                                                                | -                                                                         | Cap. 87’                                                                  |
| 29-3-2022                                                                 | Murcia                                                                    | Finlandia                                                                 | 0 – 2                                                                     | Slovacchia                                                                | Amichevole                                                                | -                                                                         | Cap.                                                                      |
| 3-6-2022                                                                  | Novi Sad                                                                  | Bielorussia                                                               | 0 – 1                                                                     | Slovacchia                                                                | UEFA Nations League 2022-2023 - 1º turno                                  | -                                                                         | Cap.                                                                      |
| 6-6-2022                                                                  | Trnava                                                                    | Slovacchia                                                                | 0 – 1                                                                     | Kazakistan                                                                | UEFA Nations League 2022-2023 - 1º turno                                  | -                                                                         | Cap. 43’                                                                  |
| 22-9-2022                                                                 | Trnava                                                                    | Slovacchia                                                                | 1 – 2                                                                     | Azerbaigian                                                               | UEFA Nations League 2022-2023 - 1º turno                                  | -                                                                         | Cap.                                                                      |
| 25-9-2022                                                                 | Bačka Topola                                                              | Slovacchia                                                                | 1 – 1                                                                     | Bielorussia                                                               | UEFA Nations League 2022-2023 - 1º turno                                  | -                                                                         | Cap.                                                                      |
| 17-11-2022                                                                | Podgorica                                                                 | Montenegro                                                                | 2 – 2                                                                     | Slovacchia                                                                | Amichevole                                                                | -                                                                         | Cap. 90+5’                                                                |
| 20-11-2022                                                                | Bratislava                                                                | Slovacchia                                                                | 0 – 0                                                                     | Cile                                                                      | Amichevole                                                                | -                                                                         |                                                                           |
| 17-6-2023                                                                 | Reykjavík                                                                 | Islanda                                                                   | 1 – 2                                                                     | Slovacchia                                                                | Qual. Euro 2024                                                           | -                                                                         |                                                                           |
| 20-6-2023                                                                 | Vaduz                                                                     | Liechtenstein                                                             | 0 – 1                                                                     | Slovacchia                                                                | Qual. Euro 2024                                                           | -                                                                         |                                                                           |
| 8-9-2023                                                                  | Bratislava                                                                | Slovacchia                                                                | 0 – 1                                                                     | Portogallo                                                                | Qual. Euro 2024                                                           | -                                                                         | Cap.                                                                      |
| 11-9-2023                                                                 | Bratislava                                                                | Slovacchia                                                                | 3 – 0                                                                     | Liechtenstein                                                             | Qual. Euro 2024                                                           | -                                                                         | Cap.                                                                      |
| 13-10-2023                                                                | Porto                                                                     | Portogallo                                                                | 3 – 2                                                                     | Slovacchia                                                                | Qual. Euro 2024                                                           | -                                                                         | cap.                                                                      |
| 16-10-2023                                                                | Lussemburgo                                                               | Lussemburgo                                                               | 0 – 1                                                                     | Slovacchia                                                                | Qual. Euro 2024                                                           | -                                                                         | Cap.                                                                      |
| 16-11-2023                                                                | Bratislava                                                                | Slovacchia                                                                | 4 – 2                                                                     | Islanda                                                                   | Qual. Euro 2024                                                           | -                                                                         | Cap.                                                                      |
| 19-11-2023                                                                | Zenica                                                                    | Bosnia ed Erzegovina                                                      | 1 – 2                                                                     | Slovacchia                                                                | Qual. Euro 2024                                                           | -                                                                         | Cap.                                                                      |
| 5-6-2024                                                                  | Wiener Neustadt                                                           | Slovacchia                                                                | 4 – 0                                                                     | San Marino                                                                | Amichevole                                                                | -                                                                         | Cap.                                                                      |
| 9-6-2024                                                                  | Trnava                                                                    | Slovacchia                                                                | 4 – 0                                                                     | Galles                                                                    | Amichevole                                                                | -                                                                         | Cap.                                                                      |
| 17-6-2024                                                                 | Francoforte sul Meno                                                      | Belgio                                                                    | 0 – 1                                                                     | Slovacchia                                                                | Euro 2024 - 1º turno                                                      | -                                                                         | Cap.                                                                      |
| 21-6-2024                                                                 | Düsseldorf                                                                | Slovacchia                                                                | 1 – 2                                                                     | Ucraina                                                                   | Euro 2024 - 1º turno                                                      | -                                                                         | Cap.                                                                      |
| 26-6-2024                                                                 | Francoforte sul Meno                                                      | Slovacchia                                                                | 1 – 1                                                                     | Romania                                                                   | Euro 2024 - 1º turno                                                      | -                                                                         | Cap.                                                                      |
| 30-6-2024                                                                 | Gelsenkirchen                                                             | Inghilterra                                                               | 2 – 1 dts                                                                 | Slovacchia                                                                | Euro 2024 - Ottavi di finale                                              | -                                                                         | Cap. 45+1’                                                                |
| 5-9-2024                                                                  | Tallinn                                                                   | Estonia                                                                   | 0 – 1                                                                     | Slovacchia                                                                | UEFA Nations League 2024-2025 - 1º turno                                  | -                                                                         | Cap.                                                                      |
| 8-9-2024                                                                  | Košice                                                                    | Slovacchia                                                                | 2 – 0                                                                     | Azerbaigian                                                               | UEFA Nations League 2024-2025 - 1º turno                                  | -                                                                         | Cap.                                                                      |
| 11-10-2024                                                                | Bratislava                                                                | Slovacchia                                                                | 2 – 2                                                                     | Svezia                                                                    | UEFA Nations League 2024-2025 - 1º turno                                  | -                                                                         | Cap.                                                                      |
| 14-10-2024                                                                | Baku                                                                      | Azerbaigian                                                               | 1 – 3                                                                     | Slovacchia                                                                | UEFA Nations League 2024-2025 - 1º turno                                  | -                                                                         | Cap.                                                                      |
| 16-11-2024                                                                | Solna                                                                     | Svezia                                                                    | 2 – 1                                                                     | Slovacchia                                                                | UEFA Nations League 2024-2025 - 1º turno                                  | -                                                                         | Cap. 69’, 90’                                                             |
| 20-3-2025                                                                 | Bratislava                                                                | Slovacchia                                                                | 0 – 0                                                                     | Slovenia                                                                  | UEFA Nations League 2024-2025 - Play-off                                  | -                                                                         | Cap.                                                                      |
| 23-3-2025                                                                 | Lubiana                                                                   | Slovenia                                                                  | 1 – 0 dts                                                                 | Slovacchia                                                                | UEFA Nations League 2024-2025 - Play-off                                  | -                                                                         | Cap.                                                                      |
| 7-6-2025                                                                  | Candia                                                                    | Grecia                                                                    | 4 – 1                                                                     | Slovacchia                                                                | Amichevole                                                                | -                                                                         | Cap.                                                                      |
| 10-6-2025                                                                 | Debrecen                                                                  | Israele                                                                   | 1 – 0                                                                     | Slovacchia                                                                | Amichevole                                                                | -                                                                         | Cap.                                                                      |
| Totale                                                                    |                                                                           | Presenze (9º posto)                                                       | 81                                                                        |                                                                           | Reti                                                                      | 3                                                                         |                                                                           |

| Cronologia completa delle presenze e delle reti in nazionale ― Slovacchia under 21 | Cronologia completa delle presenze e delle reti in nazionale ― Slovacchia under 21 | Cronologia completa delle presenze e delle reti in nazionale ― Slovacchia under 21 | Cronologia completa delle presenze e delle reti in nazionale ― Slovacchia under 21 | Cronologia completa delle presenze e delle reti in nazionale ― Slovacchia under 21 | Cronologia completa delle presenze e delle reti in nazionale ― Slovacchia under 21 | Cronologia completa delle presenze e delle reti in nazionale ― Slovacchia under 21 | Cronologia completa delle presenze e delle reti in nazionale ― Slovacchia under 21 |
| Data                                                                               | Città                                                                              | In casa                                                                            | Risultato                                                                          | Ospiti                                                                             | Competizione                                                                       | Reti                                                                               | Note                                                                               |
| ---------------------------------------------------------------------------------- | ---------------------------------------------------------------------------------- | ---------------------------------------------------------------------------------- | ---------------------------------------------------------------------------------- | ---------------------------------------------------------------------------------- | ---------------------------------------------------------------------------------- | ---------------------------------------------------------------------------------- | ---------------------------------------------------------------------------------- |
| 14-11-2012                                                                         | Marbella                                                                           | Russia under 21                                                                    | 2 – 1                                                                              | Slovacchia under 21                                                                | Amichevole                                                                         | -                                                                                  | 89’                                                                                |
| 15-1-2013                                                                          | Óbidos                                                                             | Portogallo under 20                                                                | 1 – 1                                                                              | Slovacchia under 21                                                                | Amichevole                                                                         | -                                                                                  | 79’ 90’                                                                            |
| 17-1-2013                                                                          | Santarém                                                                           | Portogallo under 20                                                                | 0 – 0                                                                              | Slovacchia under 21                                                                | Amichevole                                                                         | -                                                                                  | 61’                                                                                |
| 6-2-2013                                                                           | Valencia                                                                           | Slovacchia under 21                                                                | 1 – 0                                                                              | Svizzera under 21                                                                  | Amichevole                                                                         | -                                                                                  | 90’                                                                                |
| 9-6-2014                                                                           | Trelleborg                                                                         | Svezia under 21                                                                    | 1 – 0                                                                              | Slovacchia under 21                                                                | Amichevole                                                                         | -                                                                                  |                                                                                    |
| 14-10-2014                                                                         | Reggio Emilia                                                                      | Italia under 21                                                                    | 3 – 1                                                                              | Slovacchia under 21                                                                | Qual. Europeo Under-21 2015                                                        | -                                                                                  | 21’                                                                                |
| 26-3-2015                                                                          | Myjava                                                                             | Slovacchia under 21                                                                | 4 – 1                                                                              | Norvegia under 23                                                                  | Amichevole                                                                         | 2                                                                                  |                                                                                    |
| 30-3-2015                                                                          | Zlaté Moravce                                                                      | Slovacchia under 21                                                                | 0 – 0                                                                              | Ucraina under 21                                                                   | Amichevole                                                                         | -                                                                                  | 65’                                                                                |
| 29-4-2015                                                                          | Senica                                                                             | Slovacchia under 21                                                                | 2 – 0                                                                              | Rep. Ceca under 21                                                                 | Amichevole                                                                         | -                                                                                  |                                                                                    |
| 11-6-2015                                                                          | Nowy Sącz                                                                          | Polonia under 20                                                                   | 0 – 1                                                                              | Slovacchia under 21                                                                | Amichevole                                                                         | -                                                                                  |                                                                                    |
| 6-9-2015                                                                           | Sluck                                                                              | Bielorussia under 21                                                               | 1 – 0                                                                              | Slovacchia under 21                                                                | Qual. Europeo Under-21 2017                                                        | -                                                                                  | cap. 66’                                                                           |
| 8-10-2015                                                                          | Myjava                                                                             | Slovacchia under 21                                                                | 2 – 0                                                                              | Cipro under 21                                                                     | Qual. Europeo Under-21 2017                                                        | -                                                                                  |                                                                                    |
| 11-10-2015                                                                         | Nimega                                                                             | Paesi Bassi under 21                                                               | 1 – 3                                                                              | Slovacchia under 21                                                                | Qual. Europeo Under-21 2017                                                        | 1                                                                                  |                                                                                    |
| 17-11-2015                                                                         | Myjava                                                                             | Slovacchia under 21                                                                | 4 – 2                                                                              | Paesi Bassi under 21                                                               | Qual. Europeo Under-21 2017                                                        | -                                                                                  |                                                                                    |
| 29-3-2016                                                                          | Myjava                                                                             | Slovacchia under 21                                                                | 5 – 0                                                                              | Turchia under 21                                                                   | Qual. Europeo Under-21 2017                                                        | -                                                                                  | 44’                                                                                |
| 2-9-2016                                                                           | Kassel                                                                             | Germania under 21                                                                  | 3 – 0                                                                              | Slovacchia under 21                                                                | Amichevole                                                                         | -                                                                                  | 46’                                                                                |
| 5-9-2016                                                                           | Larnaca                                                                            | Cipro under 21                                                                     | 0 – 3                                                                              | Slovacchia under 21                                                                | Qual. Europeo Under-21 2017                                                        | -                                                                                  | cap.                                                                               |
| 7-10-2016                                                                          | Myjava                                                                             | Slovacchia under 21                                                                | 3 – 1                                                                              | Bielorussia under 21                                                               | Qual. Europeo Under-21 2017                                                        | -                                                                                  | cap.                                                                               |
| 16-6-2017                                                                          | Lublino                                                                            | Polonia under 21                                                                   | 1 – 2                                                                              | Slovacchia under 21                                                                | Europeo Under-21 2017 - 1º turno                                                   | -                                                                                  | 71’                                                                                |
| 19-6-2017                                                                          | Kielce                                                                             | Slovacchia under 21                                                                | 1 – 2                                                                              | Inghilterra under 21                                                               | Europeo Under-21 2017 - 1º turno                                                   | -                                                                                  |                                                                                    |
| 22-6-2017                                                                          | Lublino                                                                            | Slovacchia under 21                                                                | 3 – 0                                                                              | Svezia under 21                                                                    | Europeo Under-21 2017 - 1º turno                                                   | -                                                                                  |                                                                                    |
| Totale                                                                             |                                                                                    | Presenze                                                                           | 21                                                                                 |                                                                                    | Reti                                                                               | 3                                                                                  |                                                                                    |

## Palmarès

### Club
- Campionato slovacco: 1

Žilina: 2011-2012
- Coppa di Slovacchia: 1

Žilina: 2011-2012
- Supercoppa di Slovacchia: 1

Žilina: 2012
- Campionato italiano: 1

Inter: 2020-2021
- Supercoppa italiana: 2

Inter: 2021, 2022
- Coppa Italia: 2

Inter: 2021-2022, 2022-2023
- Supercoppa francese: 2

Paris Saint-Germain: 2023, 2024
- Campionato francese: 1

Paris Saint-Germain: 2023-2024
- Coppa di Francia: 1

Paris Saint-Germain: 2023-2024

### Individuale
- Squadra ideale del campionato europeo Under-21: 1

Polonia 2017
- Peter Dubovský Award: 1

2016
- Calciatore slovacco dell'anno: 4

2019, 2020, 2021, 2022